# Лёве, Аускедль
А́ускедль Лёве (исл. Áskell Löve, 1916—1994) — исландский (шведский) ботаник, работавший в Швеции, Исландии, Канаде и США.

## Краткая биография
Аускедль Лёве родился на западе Исландии, в городе Исафьордюр (исл. Ísafjörður, сисла (район) Вестфирдир).
Получил высшее образование в Лундском университете (Швеция), в котором изучал ботанику и генетику.
После окончания учёбы и защиты диссертации вернулся на родину, преподавал в Университете Исландии.
С 1951 года — в Виннипеге, преподаватель в Университете Манитобы.
С 1955 года — в Монреале, преподаватель Монреальского Университета.
С 1964 года — в Боулдере, преподаватель Университета штата Колорадо.
С 1976 года — в Сан-Хосе (Калифорния).
Исследования Аускедля Лёве были посвящены в первую очередь полярной флоре — семенным, папоротникообразным и мохообразным растениям. Он был первым исследователем, указавшим число хромосом для каждого вида, растущего в Исландии.